# Рубе-Центр

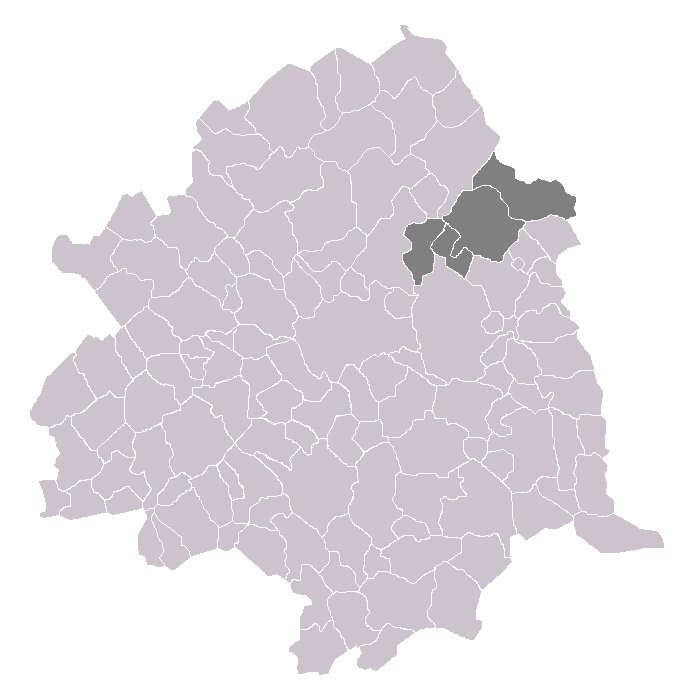
Кантоны Рубе в составе округа

Рубе́-Центр (фр. Roubaix-Centre) — упраздненный кантон во Франции, регион Нор — Па-де-Кале, департамент Нор. Входил в состав округа Лилль.
В состав кантона входили центральные районы города Рубе.

## Политика
|  | Кандидат          | Партия                  | % голосов |
|  | ----------------- | ----------------------- | --------- |
|  | Рено Тарди        | Социалистическая партия | 64,25     |
|  | Франсуаза Коолзаэ | Национальный фронт      | 35,75     |

|  | Кандидат       | Партия                         | % голосов |
|  | -------------- | ------------------------------ | --------- |
|  | Рено Тарди     | Социалистическая партия        | 59,94     |
|  | Арно Веспьеран | Союз за французскую демократию | 40,06     |